# Kanesuke Hara
Kanesuke Hara, född 9 oktober 1885, död 1962, var en japansk botaniker och mykolog (svampkännare).
Auktorsnamnet Hara kan användas för Kanesuke Hara i samband med ett vetenskapligt namn inom botaniken; se Wikipediaartiklar som länkar till auktorsnamnet.
Hans specialintressen var svampar och fröväxter (Spermatophytes), och har beskrivit 490 arter 

## Eponymer
- Haraea Saccardo & H.Sydow (1913)
- Haraella Kûdo (1930) tillägnades den japenske orkideexperten Yoshie Hara, som var i livet 1930.[4]

### Konflikt
Haraella K.Hara & Hino (1955) har använts oberoende av ovanstående